# Centrum Szyfrów Enigma w Poznaniu

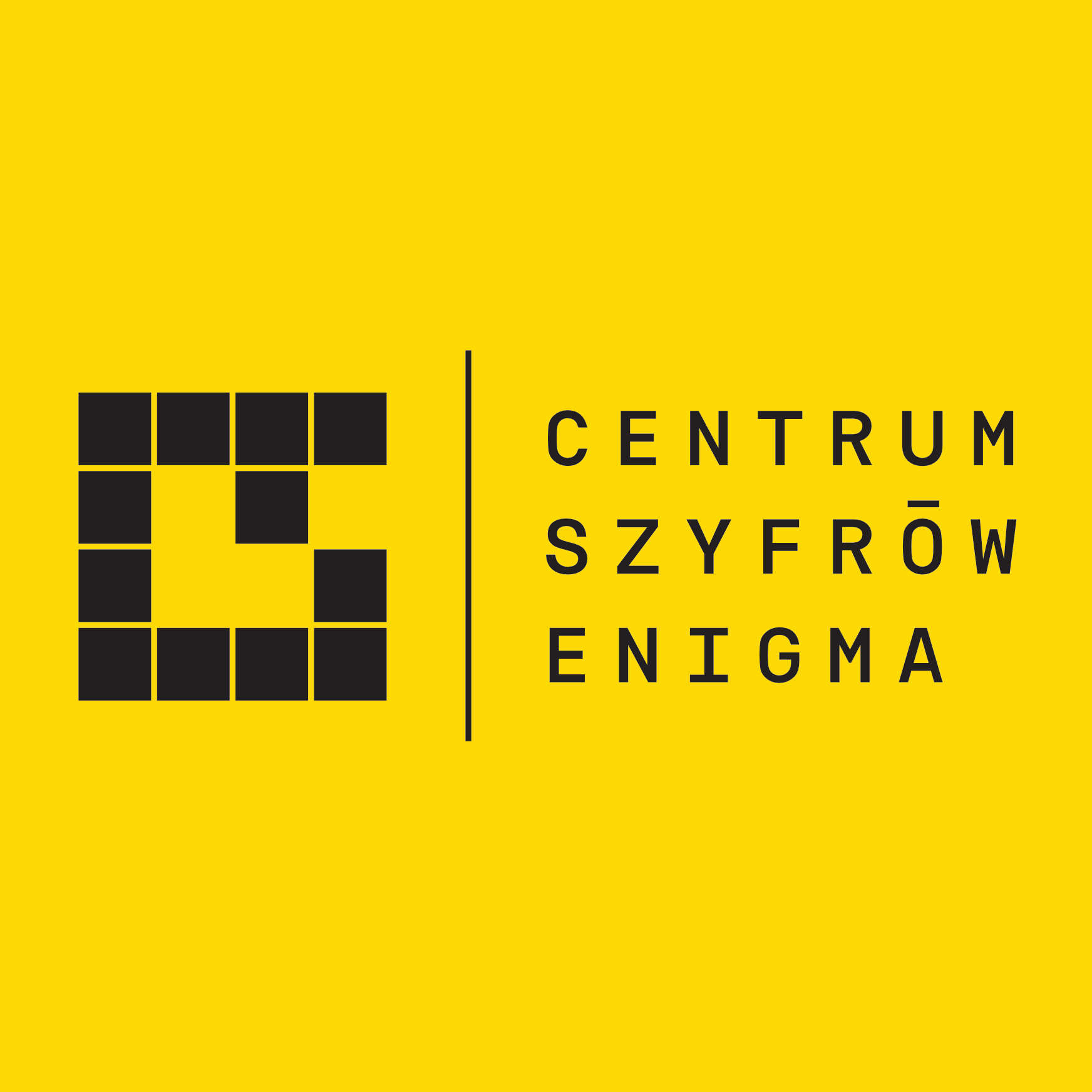
Logotyp Centrum Szyfrów Enigma

Centrum Szyfrów Enigma – placówka z interaktywną ekspozycją multimedialną poświęconą maszynie szyfrującej Enigma i trzem polskim kryptologom: Marianowi Rejewskiemu, Henrykowi Zygalskiemu i Jerzemu Różyckiemu, usytuowana w budynku dawnego Collegium Historicum, obecnie Collegium Martineum na rogu ulic Święty Marcin i Tadeusza Kościuszki w Poznaniu. Pierwotnie budynek pełnił rolę siedziby Komitetu Wojewódzkiego Polskiej Zjednoczonej Partii Robotniczej. Następnie gmach służył Uniwersytetowi im. Adama Mickiewicza.
Centrum Szyfrów Enigma jest marką Poznańskiego Centrum Dziedzictwa.

## Opis
Centrum jest wspólnym przedsięwzięciem Miasta Poznania i Uniwersytetu im. Adama Mickiewicza. Realizację budowy powierzono trzem przedsiębiorstwom: Atrem S.A., Firmie Budowlanej Eugeniusza Dota i New Amsterdam Sp. z o.o., które wygrały przetarg na jego budowę, ogłoszony w czerwcu 2019 roku. Pomysłodawcą stworzenia placówki, którą pierwotnie określano jako Muzeum Enigmy, był dziennikarz radiowy Szymon Mazur. Formalnie nie ma ona jednak statusu muzeum z uwagi na to, że nie kolekcjonuje ani nie ukazuje eksponatów muzealnych, a wystawa kładzie nacisk na aspekty interaktywne.
Budowa centrum realizowana była w ramach Działania 4.4 „Zachowanie, ochrona, promowanie i rozwój dziedzictwa naturalnego i kulturowego” Wielkopolskiego Regionalnego Programu Operacyjnego na lata 2014–2020, we współpracy z Uniwersytetem im. Adama Mickiewicza w Poznaniu. Placówkę otwarto 25 września 2021 roku. Kierownikiem centrum jest Piotr Bojarski.

## Historia
W miejscu gdzie działa centrum, pierwotnie wznosił się gmach intendentury wojskowej dowództwa V Korpusu Armijnego Cesarstwa Niemieckiego (niem. Königliche Intendantur des V Armeekorps), zbudowany w latach 1843–1847.
Po I wojnie światowej w budynku ulokowano dowództwo 14 Wielkopolskiej Dywizji Piechoty. Część pomieszczeń wykorzystywała poznańska filia wojskowego Biura Szyfrów Sztabu Generalnego Wojska Polskiego, gdzie pracowali trzej kryptolodzy Marian Rejewski, Henryk Zygalski i Jerzy Różycki.
Po wybuchu II wojny światowej budynek wykorzystywany był przez armię niemiecką. Po zakończeniu działań wojennych gmach był poważnie uszkodzony i w 1948 roku postanowiono nie odbudowywać zniszczonego budynku, tylko postawić nowy obiekt dla siedziby wojewódzkich władz Polskiej Zjednoczonej Partii Robotniczej, która mieściła się tutaj do 1990 roku. Następnie budynek przekazano Uniwersytetowi im. Adama Mickiewicza na potrzeby Wydziału Historycznego, który funkcjonował w nim do 2015 roku, do momentu przeniesienia do Kampusu Morasko.

## Ekspozycja
Multimedialna ekspozycja Centrum Szyfrów Enigma prezentuje historię złamania szyfru niemieckiej maszyny szyfrującej Enigma przez trzech polskich matematyków: Mariana Rejewskiego, Henryka Zygalskiego i Jerzego Różyckiego, a także ich losach na uchodźctwie oraz jak ich dokonania zmieniły przebieg wojny i wpłynęły na rozwój technologii cyfrowej.
Ekspozycja skupia się na historii szyfrów od starożytności po czasy współczesne, a także opowiada historię powstania w Poznaniu tajnego kursu szyfrów, który odbyli polscy matematycy przed tym jak rozpocząć pracę nad szyfrem Enigmy.
Ekspozycja zawiera jeden oryginalny egzemplarz maszyny szyfrującej Enigma, a także modele urządzeń autorstwa polskich kryptologów, które służyły do łamania jej szyfrów: cyklometr, płachty Zygalskiego i Bombę Mariana Rejewskiego.

## Projekty
Oprócz stałej wystawy Centrum Szyfrów Enigma, instytucja prowadzi projekt pod tytułem „Rezydencje w CSE”. Celem projektu jest wsparcie rozmaitych twórczych inicjatyw, upamiętniających udział polskich kryptologów w złamaniu szyfru maszyny Enigma.
W ramach projektu kontrabasista, dyrygent i kompozytor Patryk Piłasiewicz prowadzi otwartą interdyscyplinarną pracownię CSE Open Lab. Pokazy artystyczne są organizowane bezpośrednio w przestrzeni ekspozycji stałej Centrum. W pierwszej edycji projektu udział wzięli studenci z Akademii Muzycznej im. Ignacego Jana Paderewskiego oraz studenci Wydziału Informatyki i Telekomunikacji Politechniki Poznańskiej.
10 listopada 2021 roku odbyły się pierwsze warsztaty w ramach projektu pod tytułem „Synteza subtraktywna. Architektura dźwięku”, 24 listopada odbyły się warsztaty „Odsłuchy. Prezentacje elementów projektu SubRosa”. 1 i 8 grudnia 2021 odbyły się próby koncertu rozproszonego „Subrosa” w przestrzeni Mediateki i ekspozycji stałej.
16 grudnia 2021 roku, w przestrzeniach ekspozycji stałej, odbył się koncert rozproszony „Sub Rosa”, zorganizowany z okazji 89. rocznicy złamania szyfru Enigmy przez polskich kryptologów. Wystąpili w nim studenci Akademii Muzycznej im. Ignacego Jana Paderewskiego oraz chór kameralny UAM pod dyrekcją prof. Krzysztofa Szydzisza. Widzowie mieli okazję stać się uczestnikami koncertu, spacerując po ekspozycji i spotykając muzyków, którzy w różnych przestrzeniach ekspozycji wykonywali utwory zainspirowane historią trzech poznańskich matematyków oraz Centrum Szyfrów Enigma.
Tytuł koncertu „Sub Rosa”, zapożyczony z języka łacińskiego, oznacza „pod różą”. Nawiązuje tym samym do róży jako starożytnego symbolu tajemnicy.

### Szyfrodziewczyny

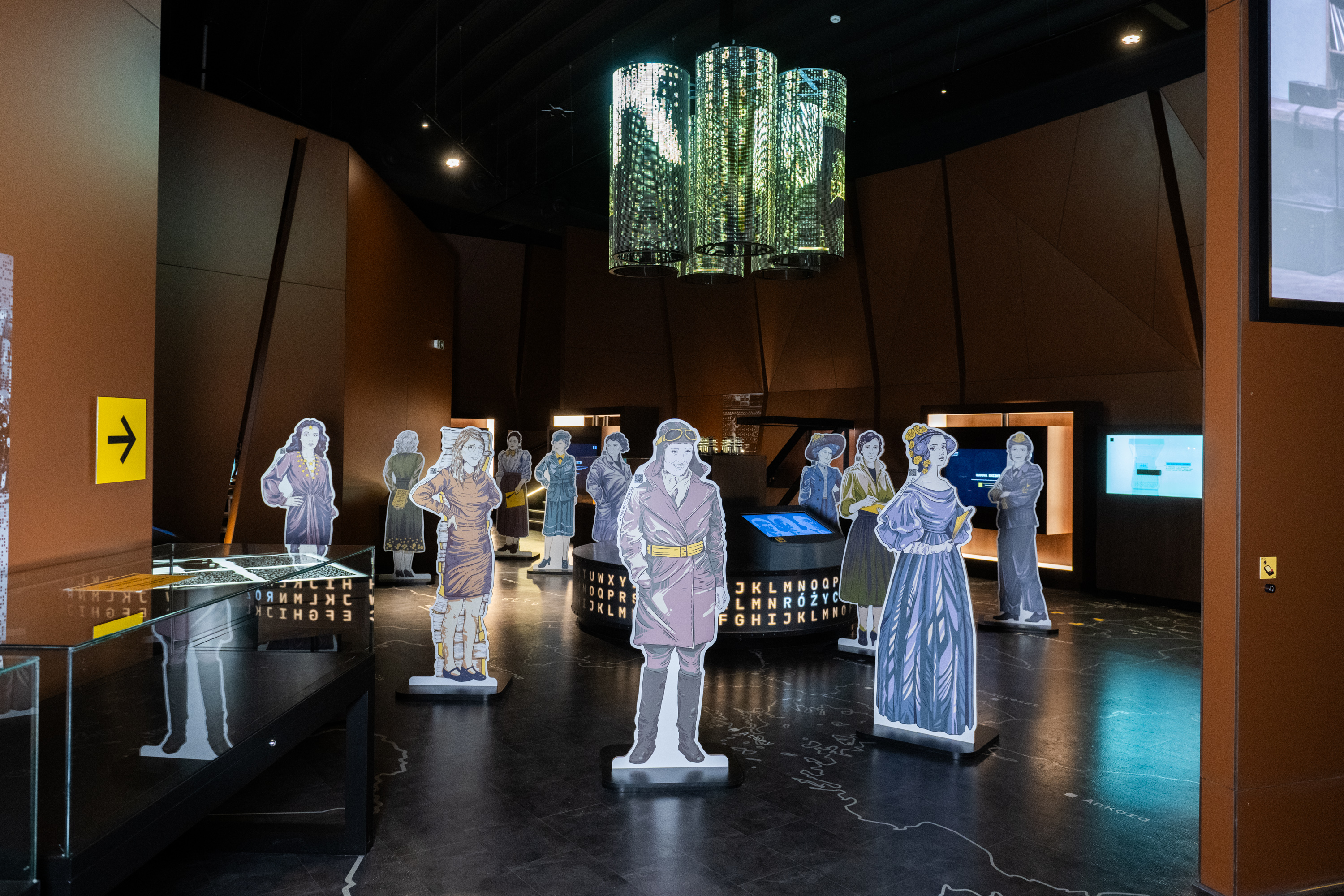
Szyfrodziewczyny, Ekspozycja Centrum Szyfrów Enigma

Szyfrodziewczyny to edukacyjno-kulturalny projekt herstoryczny zorganizowany przez Centrum Szyfrów Enigma. Celem projektu jest popularyzacja wiedzy o wybitnych kobietach, prekursorkach w dziedzinie nauk matematycznych, filozoficznych, informatycznych, w kryptologii i służbach wywiadowczych w czasie II wojny światowej. 
W ramach projektu w budynku, w którym mieści się Centrum Szyfrów Enigma powstała Pracownia STEAM – akronim pochodzi od nazw pięciu dyscyplin: nauki (science), technologii (technology), inżynerii (engeenering), sztuki (art) oraz matematyki (mathematics). W pracowni jest eksponowana wystawa czasowa „Szyfrodziewczyny/Cipher_girls”, która zapoznaje zwiedzających z historią i dokonaniami dwudziestu wybitnych kobiet, związanych z naukami ścisłymi, rozwojem technologii cyfrowych oraz działalnością podczas II wojny światowej (m.in są to szyfrantki, kurierki, pielęgniarki). 

### Zyga. Geniusz z Poznania
W Centrum Szyfrów Enigma powstał osobny program, promujący postać Zygalskiego pod tytułem „Zyga. Geniusz z Poznania”, w ramach którego odbyło się kilka wydarzeń:
„Wszystko co dobre, kończy się szybko”
13 lipca 2024 roku w Centrum Szyfrów Enigma odbyło się widowisko muzyczne upamiętniające postać Henryka Zygalskiego. Widowisko w wykonaniu poznańskiego muzyka i kompozytora Patryka Piłasiewicza oraz artystów: Aleksandry Barcikowskiej i Patryka Rynkiewicza. Widowisko zostało zainspirowane listami Henryka Zygalskiego z okresu powojennego, który pisał do Polski będąc na emigracji w Wielkiej Brytanii.
„Człowiek Enigma – Henryk Zygalski” i „Zaszyfrowane obrazy”
Eksperymentalne warsztaty komiksowe o życiu Zygalskiego. W finale powstała książka artystyczna w postaci kolażu, składająca się ze zdjęć Zygalskiego, wydrukowanych w technice komiksowej.
„Henryk Zygalski. Nieznane oblicza”
Wystawa czasowa na ekspozycji Centrum Szyfrów Enigma, która zaprezentowała Zygalskiego nie tylko jako genialnego matematyka, ale również jako zwykłego człowieka, pełnego pasji i zainteresowań, np. muzyką i podróżami.

## Nagrody i wyróżnienia
- Finalista w konkursie BohaterON w kategorii „Instytucja” (2022)[22]
- Nagroda w konkursie Wydarzenie Historyczne Roku za 2021 (2022)[23]
- Certyfikat Specjalny „Najlepszy Produkt Turystyczny 2022 roku” wydawany przez Polską Organizację Turystyczną[24]
- Lider Dostępności – Centrum Szyfrów Enigma zwyciężyło w kategorii „obiekt zabytkowy”[25]
- W kategorii „Wydarzenie” Centrum Szyfrów Enigma zostało nominowane z projektem Szyfrodziewczyny (2024)[26]
- Buzdygan dla Zespołu Centrum Szyfrów Enigma przyznany przez redakcję miesięcznika „Polska Zbrojna” (2024)[19]

## Galeria

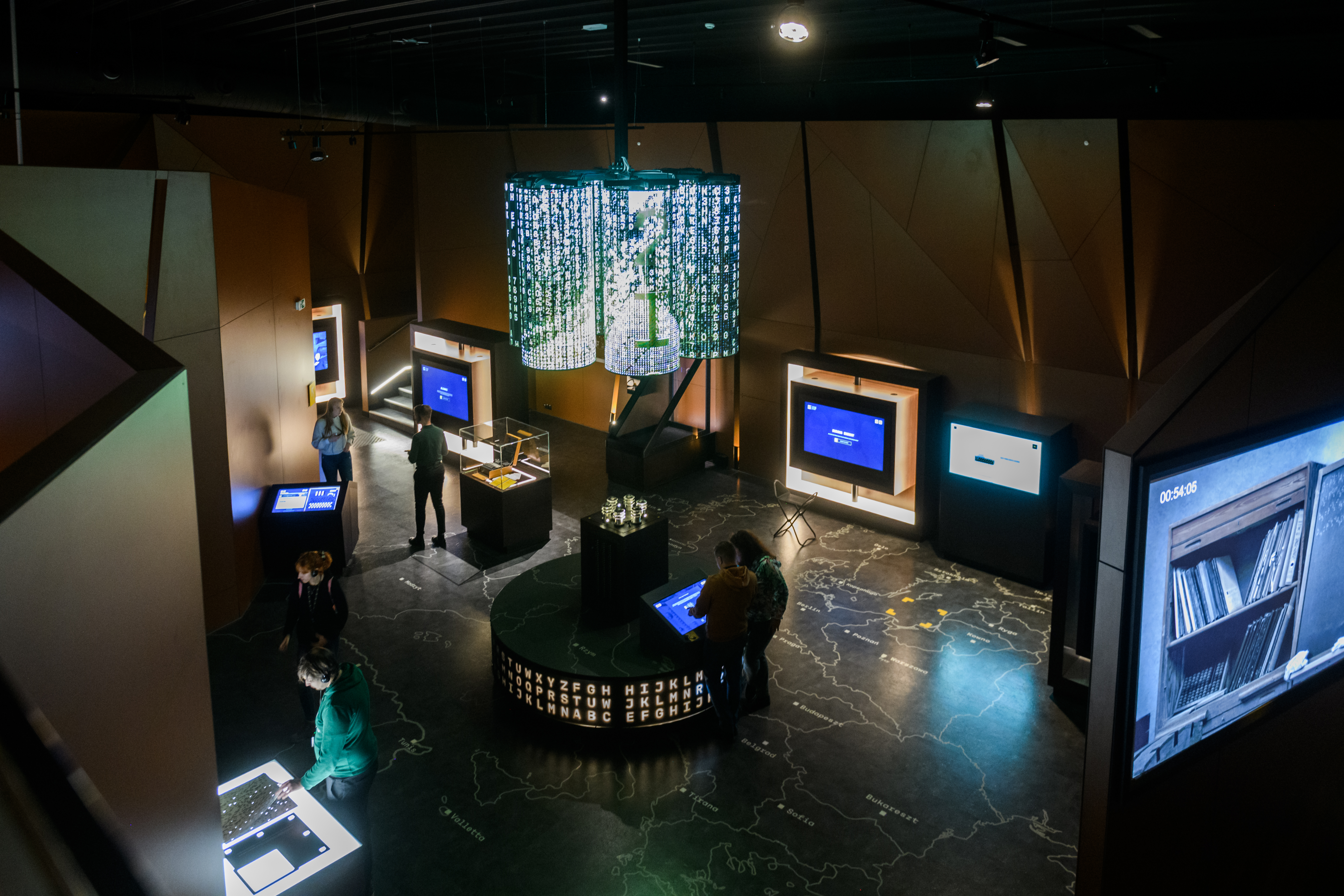
Fragment ekspozycji stałej Centrum Szyfrów Enigma
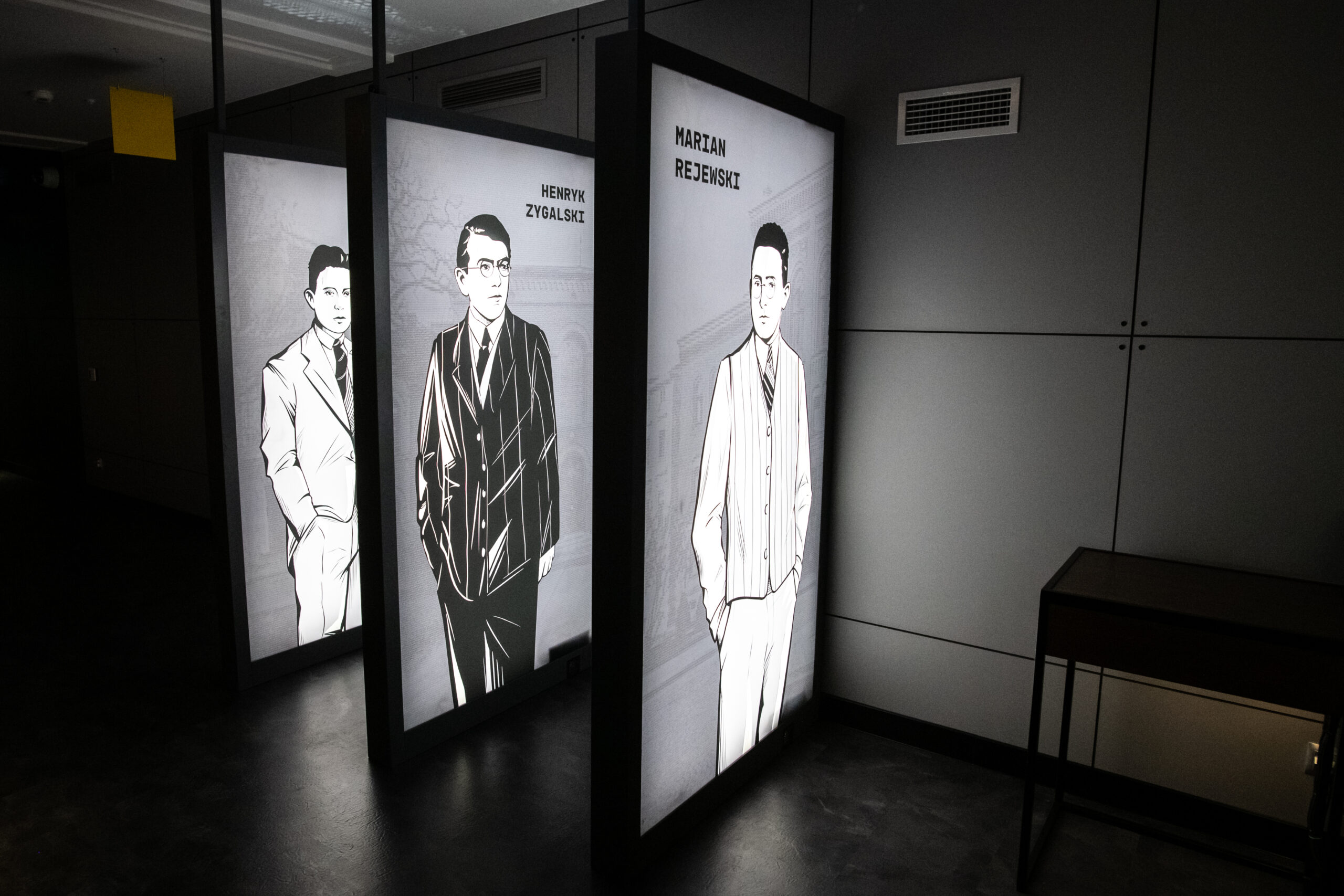
Kryptolodzy M. Rejewski, H. Zygalski i J. Różycki przedstawieni na ekspozycji w Centrum Szyfrów Enigma
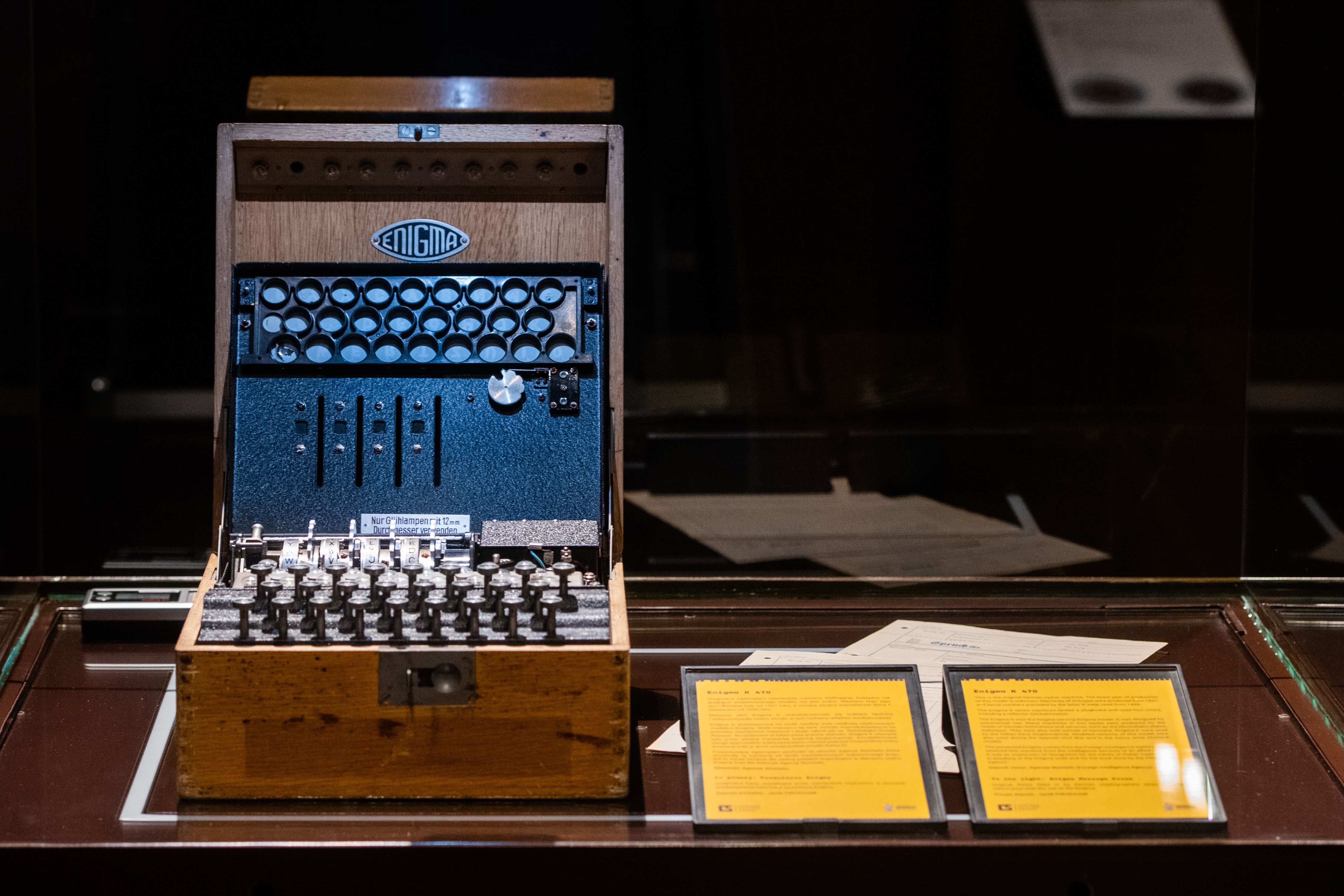
Niemiecka maszyna szyfrująca Enigma K 470
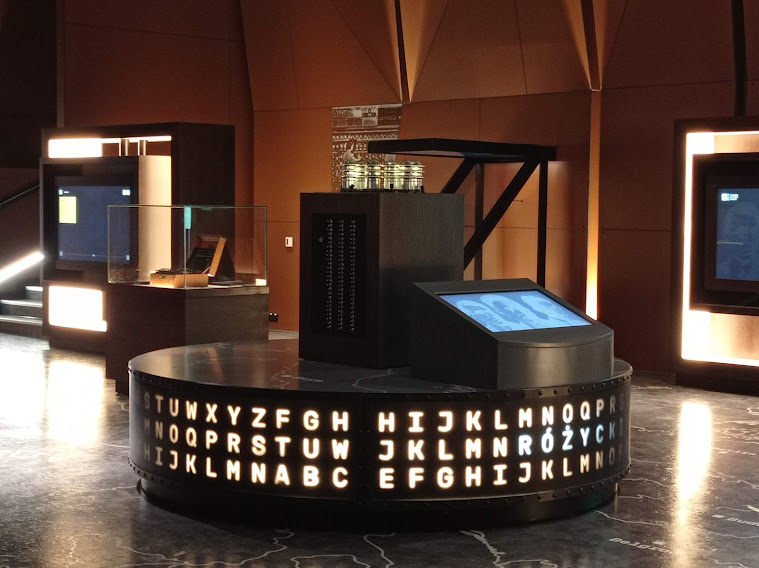
Fragment ekspozycji stałej, replika Bomby Rejewskiego
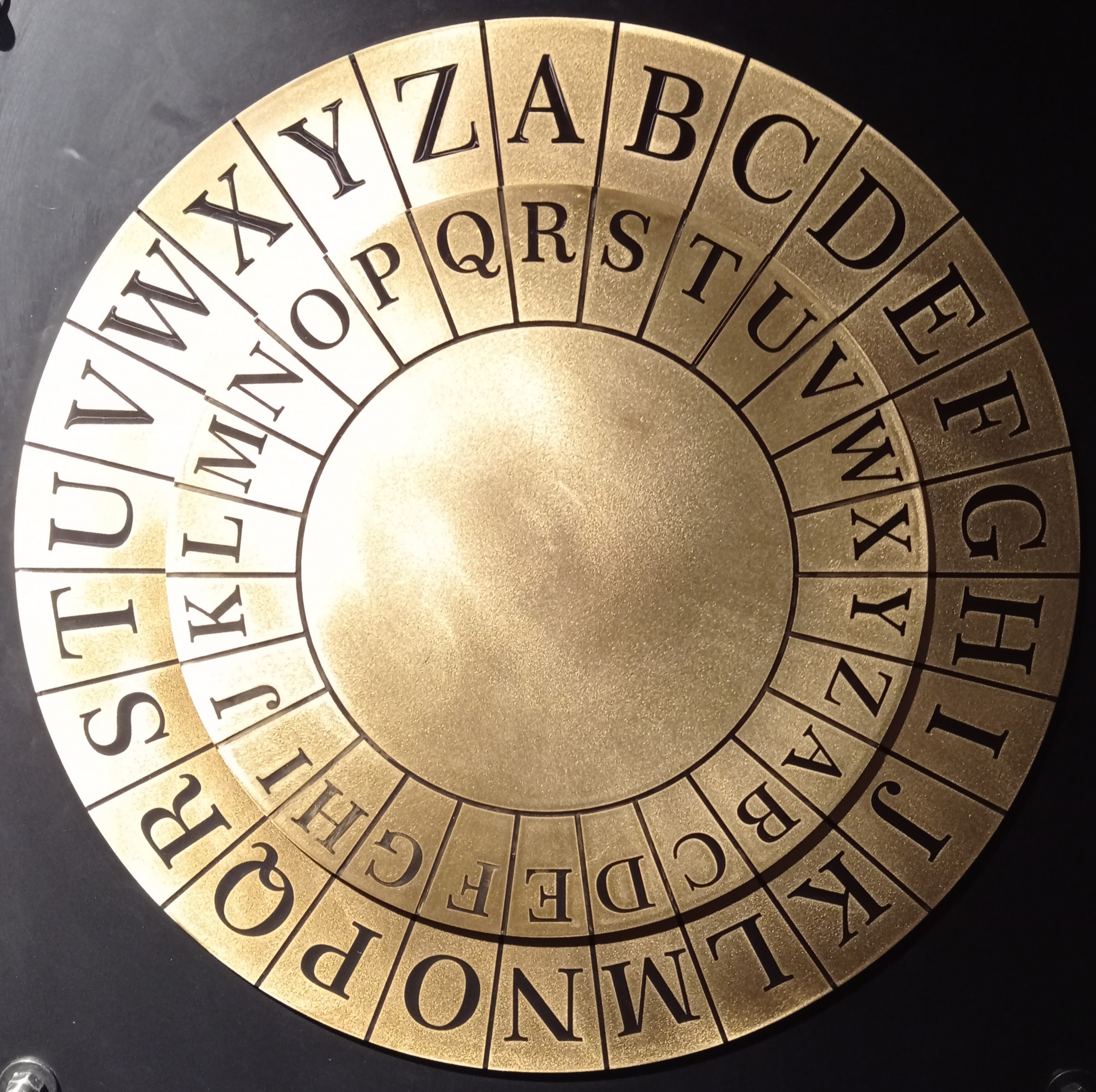
Dysk Albertiego
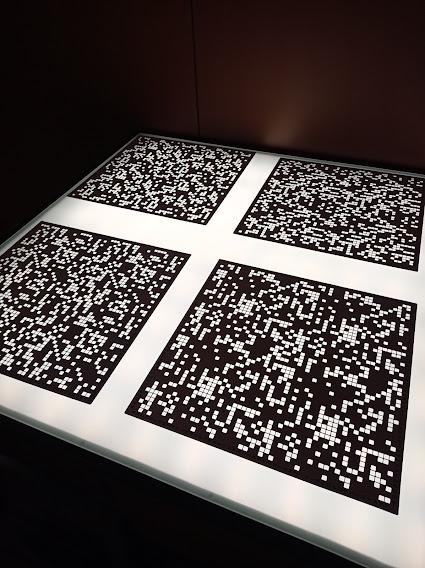
Płachty Zygalskiego
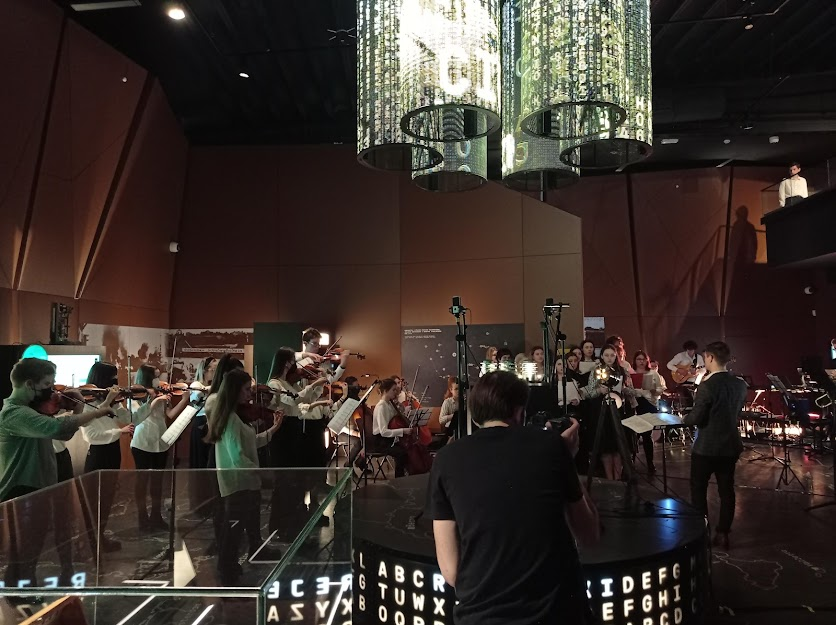
Koncert „Sub Rosa”
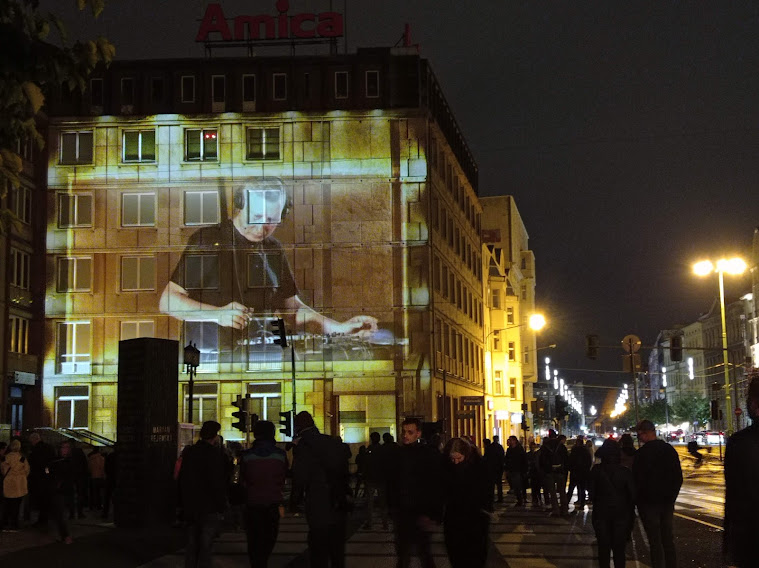
Widowisko plenerowe 3D na fasadzie budynku Collegium Martineum, podczas otwarcia CS Enigma, zespół Skalpel
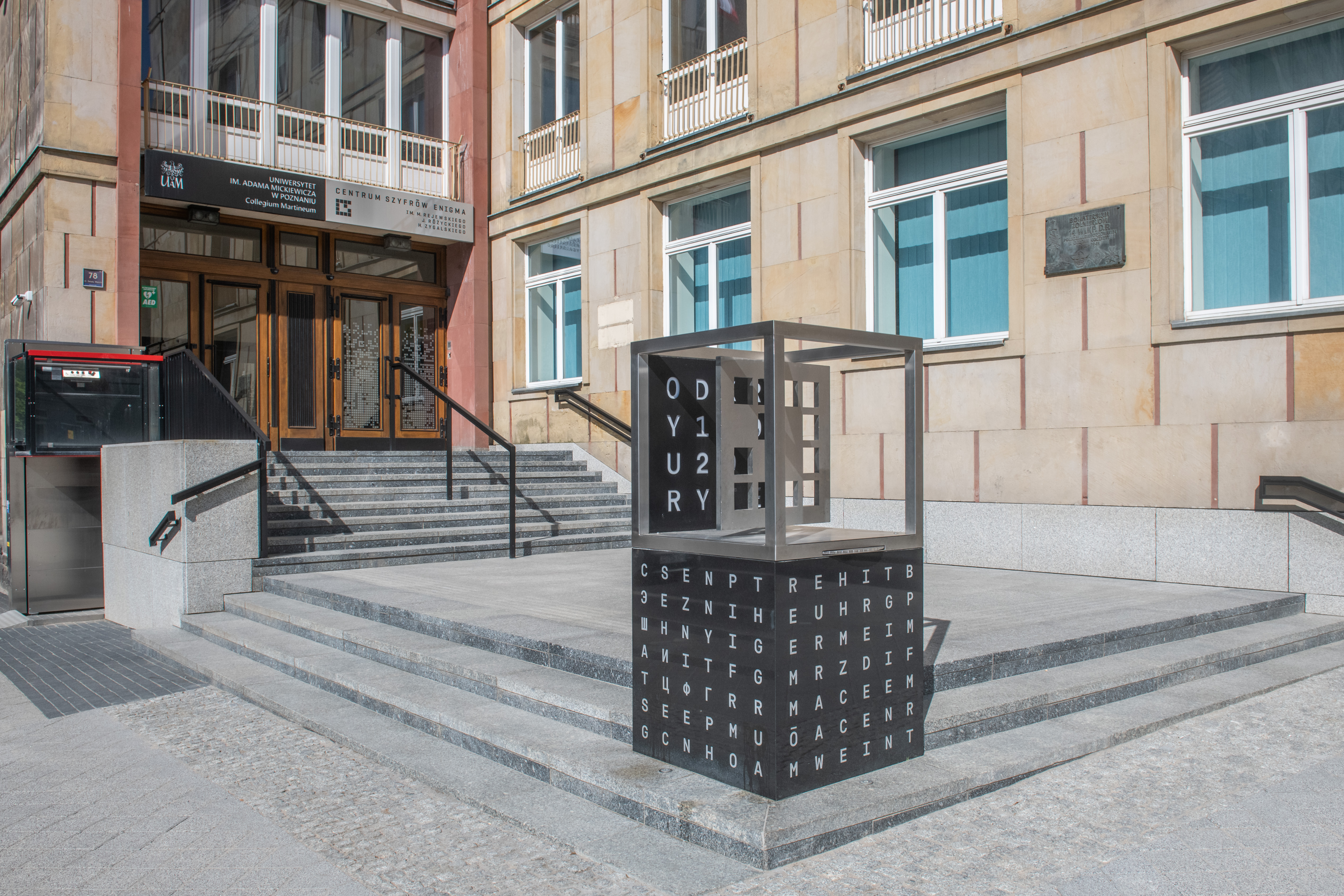
Wejście główne do Centrum Szyfrów Enigma
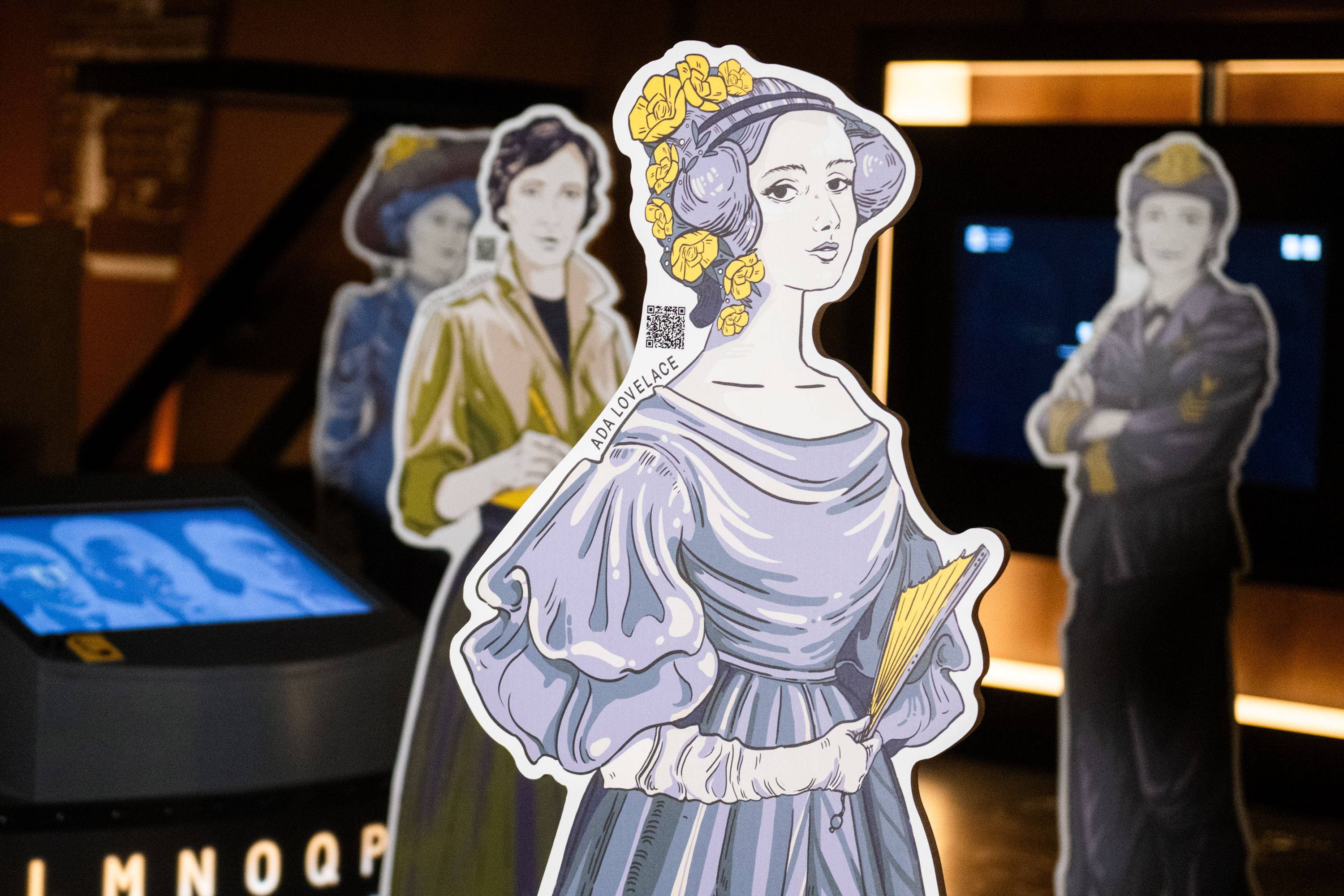
Szyfrodziewczyny